# مومورو ساكورا
مومورو ساكورا (باليابانية: ち び ま る 子 ち ゃ ん) مؤلفة مسلسلات رسوم متحركة يابانية (ولدت شيزوما عام 1965) بدأت مشوارها كرسامة مانجا عام 1984، أشهر أعمالها “ماروكو الصغيرة”، التي بدأتها كسلسلة مانجا عام 1986، واستمرت عدة سنوات حتى تم تحويلها إلى مسلسل كرتوني اجتاح مختلف دول العالم، ومنها تمت دبلجته إلى اللغة العربية.

## روابط خارجية
- مومورو ساكورا على موقع IMDb (الإنجليزية)
- مومورو ساكورا على موقع ميوزك برينز (الإنجليزية)
- مومورو ساكورا على موقع قاعدة بيانات الفيلم (الإنجليزية)
- مومورو ساكورا على موقع ليتربوكسد (الإنجليزية)
- مومورو ساكورا على موقع ANN person (الإنجليزية)